# 푸코의 진자 (소설)
푸코의 진자 (원제: Il pendolo di Foucault[il ˈpɛndolo di fuˈko] )는 이탈리아 작가이자 철학자인 움베르토 에코의 소설이다.
푸코의 진자는 10개의 세피로트로 대표되는 10개의 세그먼트로 나뉜다. 풍자 소설은 카발라, 연금술, 음모론에 대한 난해한 언급으로 가득 차 있다. 비평가이자 소설가인 앤서니 버제스는 색인이 필요하다고 제안했다. 제목의 진자는 프랑스 물리학자 레옹 푸코가 지구 자전을 설명하기 위해 디자인한 실제 진자를 가리키며, 이는 소설 내에서 상징적 의미를 갖는다.

## 줄거리 요약
Casaubon이라는 이름의 남자가 Musée des Arts et Métiers 폐쇄 후 숨어 있다. 그는 비밀 사회가 친구 Jacopo Belbo를 납치하여 지금 그를 쫓고 있다고 믿고 박물관에서 만날 것이다. 기다리면서 Casaubon은 그를 여기로 이끈 그의 삶 을 회상하지만, 그가 음모론으로 마음이 뒤틀린 신뢰할 수 없는 화자 임을 암시한다.
1970년대 밀라노에서 학생 시절 1968년 봉기 에 참여했던 카사우본은 기사단 을 공부하던 중 벨보와 그의 동료 디오탈레비를 만난다. 벨보는 출판사에서 편집자로 일하고 있으며 기사단에 대한 원고를 검토하기 위해 카사우본을 초대한다. Ardenti 대령의 원고는 그가 세계를 장악하려는 기사단의 비밀 계획을 발견했다고 주장한다. Ardenti는 Belbo와 Casaubon을 만난 후 불가사의하게 사라진다. Casaubon은 Amparo라는 여성과의 관계를 추구하기 위해 브라질로 이사하고 Agliè라는 신비로운 Comte de Saint-Germain 임을 암시하는 노인 Agliè를 만난다. Amparo와 Casaubon의 관계는 Umbanda 의식에 참석한 후 헤어지고 밀라노로 돌아와 Belbo의 고용주인 Mr. Garamond 에게 연구원으로 고용된다. Casaubon은 존경받는 출판사 외에도 Garamond가 무능한 작가들에게 자신의 작품을 인쇄하기 위해 거액을 청구하는 허영 출판사 인 Manuzio도 소유하고 있음을 알게 된다. Garamond는 두 줄의 오컬트 서적을 시작할 생각을 가지고 있다. 하나는 진지한 출판을 위한 것이고 다른 하나는 Manutius가 더 많은 허영심 작가를 끌어들이기 위해 출판할 것이다. 현재 밀라노에 있는 Agliè는 Garamond의 컨설턴트가 된다. 벨보는 벨보의 전 정부인 로렌자를 매료시키는 알리에의 능력에 질투를 느낀다.

벨보, 디오탈레비, 카사우본은 역사적 사건 사이의 희미한 연결을 끌어내는 오컬트 필사본에 빠져들고 자신의 것을 게임으로 개발하려는 아이디어를 갖는다. Belbo의 세 사람은 텍스트를 무작위로 재배열하는 프로그램을 사용하여 "The Plan"이라고 부르는 것을 만든다. 계획은 푸코의 진자에 초점을 맞춘 " 텔루르 흐름 "을 사용하여 세계를 재형성하려는 기사단과 그들의 목표에 대한 음모 이론의 복잡한 그물이 된다. 계획에 분명히 관련된 수많은 다른 역사적 조직에 더하여, 세 사람은 가상의 비밀 조직인 Tres( Templi Resurgentes Equites Synarchici, 라틴어 로 "다시 부활한 사원의 Synarchic Knights")를 창안했다. 세 사람은 점점 더 플랜에 집착하게 되고 그것이 사실일 수 있는지 궁금해한다. Diotallevi는 암 진단을 받았고 계획에서 자신의 역할에 대한 신성한 보복에 그것을 돌린다. 로렌자에 대한 질투에 압도된 벨보는 알리에와 계획에 대해 논의하고 자신이 지류에 대한 기사단 지도를 소유하고 있다고 주장한다. Agliè는 그것을 볼 것을 요구하지만 거부된다. Agliè, Garamond, Ardenti 및 많은 원고 저자들은 자신이 Tres이고 Agliè가 그들의 지도자라고 확신하고 Belbo에게 자신과 함께 파리로 오게 한다. Casaubon은 Belbo의 아파트에 가서 그의 개인 파일을 읽고 Agliè와 그의 동료를 만나기 위해 Paris와 Foucault의 Pendulum으로 간다.
현재 Agliè가 이끄는 그룹은 신비한 의식을 위해 진자 주위에 모여 있다. 카사우봉은 몇 가지 엑토플라즘 형태가 나타나는 것을 보고 그 중 하나가 진짜 생제르맹 백작이라고 주장하고 추종자들 앞에서 알리에를 비난한다. 벨보는 심문을 받지만 자신이 아는 것을 밝히기를 거부하고 폭동을 일으키며 벨보는 푸코의 진자에 매달린다. 카사우본은 박물관을 탈출하고 벨보가 자란 시골 별장으로 도망친다. Casaubon은 곧 Diotallevi가 St. John's Eve 자정에 암에 걸렸다는 것을 알게 된다. 카사우본은 사건을 묵상 하고 트레스에게 붙잡히기 위해 사임하고 벨보의 지시에 따라 그들에게 아무 말도 하지 않을 것이다. 별장에서 기다리는 동안 Casaubon은 그가 12살 때 가졌던 신비로운 경험과 관련된 Belbo의 오래된 원고를 발견한다. 그는 벨보의 행동의 대부분과 계획의 생성, 심지어 그의 죽음까지도 잃어버린 의미를 되찾으려는 벨보의 열망에서 영감을 얻었다는 것을 깨닫다.

## 주요 테마
이 소설 장르로 쓰여진 대부분의 책은 신비에 초점을 맞추고 음모 이론의 자체 버전을 제공하는 것을 목표로하는 것 같다. Eco는 Knights Templar를 둘러싼 역사적 미스터리를 숨기지 않고 이 함정을 피한다. 사실, 이 소설은 포스트모더니즘 문학 에서 종종 발견되는 거대하고 포괄적인 음모에 대한 비판, 스푸핑 또는 해체 로 간주될 수 있으며, 실제로 그 제목 자체가 포스트모더니즘의 핵심 지수 중 한 명인 미셸 푸코를 암시할 수 있다. 주요 줄거리는 음모적인 "계획"에 대해 자세히 설명하고 있지만, 이 책은 등장인물들의 발전과 회의적인 편집자들로부터 그들의 느린 전환에 초점을 맞추고 있으며, 마누티우스의 필사본을 신실한 디아볼리칼 자체로 조롱한다. 이렇게 해서 제공된 음모론은 진지한 명제라기보다는 음모 장치이다.
벨보의 글은 책 전반에 걸쳐 반복되는 주제이다. 전체 책은 Abulafia에 있는 파일에서 짧은 막간과 함께 Casaubon에 의해 1인칭으로 서술된다. 이 구절은 종종 괴상하게 쓰여지며 대부분 벨보의 어린 시절, 끊임없는 실패감, 로렌자에 대한 집착을 다루고 있다. 어린 시절의 막간은 컬트와 음모의 신화적인 세계와 극명한 대조를 이룬다. Belbo는 글쓰기가 그의 열정이라는 것이 다소 명백해지긴 하지만 자신이 무가치하다고 생각하기 때문에 (문학)을 만들려고 하지 않도록 극도로 주의한다. 이러한 끊임없는 무의식적 자기 비하의 태도는 벨보가 결국 계획의 (재)창조에 의해 소모된다는 점을 고려할 때 이 책에서 초점을 맞춘 전반적인 아이러니와 일치한다. 도달할 수 없는 로렌자를 위한 발췌문 중 하나는 "나는 당신을 소유할 수 없지만 역사를 날려버릴 수는 있다."이다.
카사우본은 학자이다. 벨보는 내면의 평화를 추구하지만 카사우본은 지식을 추구한다. 과학 지식과 인간 경험의 불확실성은 그가 다양한 초자연적 사건에 참여함에 따라 그의 성격에서 탐구된다. 그의 내러티브는 그의 파트너 Lia의 정기적인 현실 확인에도 불구하고 그의 엄격한 리얼리즘을 포기하고 소설이 진행됨에 따라 점점 초자연적인 경향이 있다.
그의 주요 사업이 꿈을 파는 것(그의 허영 언론 매체 를 통해)인 Mr. Garamond는 그의 작가들이 만든 환상의 세계를 믿게 된다. 그러나 그는 항상 "악마"였으며 정보를 얻기 위해 출판 사업을 시작했을 가능성이 있다.